# Seventh Records
Seventh Records es una compañía discográfica con sede en Francia. Fue fundada en noviembre de 1986 por Stella Vander y Christian Vander. 

## Historia
El sello nació en 1986 con el fin de realizar grabaciones para el grupo Offering. Luego en 1989 comenzaron a reeditar la discografía de la legendaria banda Magma, y más adelante comenzaron a trabajar con otros artistas.
Es uno de los sellos discográficos de mayor renombre en Francia.[cita requerida]